# Движение за сообщество
Движение за сообщество (фр. Mouvement pour la communauté, MPC), также Движение за сотрудничество (фр. Mouvement pour la coopération) или «Барбузы» (фр. Barbouze) — французская голлистская организация, существовавшая в 1959—1966. Представляло левое крыло голлистского движения. Активно участвовало в Алжирской войне, проводило курс президента де Голля — предоставление Алжиру независимости с сохранением тесных франко-алжирских связей в рамках Французского сообщества. Сотрудничало с французским административно-полицейским аппаратом и алжирским ФНО. Жёсткими методами боролось против ультраправой ОАС.

## Франция: «За сообщество». Левый голлизм
В 1958 году к власти во Франции вернулся генерал Шарль де Голль. Установилась президентская Пятая республика. Сторонники де Голля консолидировались в новые политические организации. Одной из них стало учреждённое 9 июля 1959 года Движение за сообщество (MPC).
Инициатором выступил Жак Доэр, ранее активист молодёжного крыла голлистской партии Объединение французского народа (RPF). Его поддержали дипломат Луи Жокс, журналист Мишель Роде, депутат парламента Раймон Шмитлейн. Многие активисты участвовали в голлистском Сопротивлении в годы Второй мировой войны, впоследствии состояли в RPF (распущена в 1955). Сопредседателями — сопрезидентами — MPC стали Жак Доэр и алжирский судья-кади Юсеф Бен Хура, генеральным секретарём — радиожурналист и учёный-арабист Люсьен Биттерлен.
В целом голлизм был правым, консервативным движением. Однако организаторы MPC представляли левое крыло. Они стояли на позициях Третьего пути, близкого к социал-демократии и левому национализму. Выступали за развитие демократии и самоуправления, против участия Франции в европейских интеграционных проектах, особенно Европейском оборонительном сообществе. Среди «баронов голлизма» — ближайшее окружение генерала де Голля — MPC поддерживал Жак Шабан-Дельмас.
8 января 1961 года большинство французских избирателей на референдуме поддержали независимость Алжира. Месяц спустя ультраправые активисты и военные создали группировку ОАС. Целями ОАС являлось удержание Французского Алжира, свержение де Голля, установление режима франкистского типа. Уже в апреле был предпринят путч генералов. ОАС развернула кампанию террора против государственных деятелей Пятой республики, сторонников независимости Алжира.
Главным направлением деятельности MPC стала поддержка политики президента де Голля в Алжире. MPC отстаивало деколонизацию, переговоры с ФНО, Эвианские соглашения. В приоритет выдвигались отношения Франции с независимым демократическим Алжиром, безопасность и равноправие франкоалжирцев, единение французской и арабской общин. В агитации MPC подчёркивалось, что алжирское национально-освободительное движение имеет французских союзников, в том числе голлистов. Примером такой агитации был плакат с рукопожатием француза и араба, призывом поддерживать де Голля под лозунгом «Мир и справедливость!»
С лета 1961 года Доэр, Жокс (участник Эвианских переговоров) и Шмитлейн приняли функцию главных проводников алжирской политики де Голля. Оперативную сторону взял на себя Люсьен Биттерлен, организатор радиокампании в поддержку де Голля в странах южного Средиземноморья.
Алжирская структура MPC обычно называлась Движение за сотрудничество. «Парижская» и «алжирская» MPC действовали автономно друг от друга, имели серьёзные противоречия, временами публично размежёвывались.

## Алжир: «за сотрудничество». Подавление ОАС

### Руководство и задача
Движение за сотрудничество в Алжире вместе с Люсьеном Биттерленом возглавляли Андре Гуле, Пьер Лемаршан, Ив Ле Так. Президентом алжирского MPC был избран Ле Так, генеральным секретарём — Биттерлен; но реально Биттерлен являлся первым лицом.
Гуле был бойцом-коммандос, ветераном Корейской войны, инструктором Службы порядка (SO) RPF; Лемаршан — адвокатом и партийным активистом, Ле Так — переплётчиком, музыкантом и основателем голлистской ассоциации; все они были известны как оперативники Сопротивления. Через Гуле связь с Биттерленом установил Доминик Поншардье, «ветеран теневой войны», организатор DGER и SO RPF.
Главной задачей алжирского MPC стало силовое подавление ОАС, прежде всего группы Дельта Роже Дегельдра. 12 февраля 1962 года при помощи Поншардье была учреждена спецгруппа Le Talion. Численность боевиков достигала двухсот-трёхсот человек. Неофициально они именовались Barbouze — «Барбузы — бородатые»: в целях конспирации применялись накладные бороды. (Выражение «барбуз» традиционно обозначает во Франции агента тайной полиции.)

### Структура и связи
Организация имела тесные связи с полицейской разведкой DST, спецслужбой SDECE, правительственным комиссаром (генеральным делегатом) в Алжире Жаном Мореном, а также военной организацией ФНО и даже Алжирской компартией. Оружие, оснащение, транспорт, финансовые субсидии для MPC поступали через администрацию Жана Морена. Из Парижа «барбузами» руководили министр внутренних дел Роже Фрей и его заместитель Александр Сангинетти. Таким образом, MPC в Алжире тесно аффилировалась с французским государством и выполняло государственное задание — ликвидацию вооружённого подполья ОАС.
Боевиками MPC-Talion становились отставные военные и полицейские, ветераны Сопротивления, голлистские активисты с опытом SO RPF и SAC, представители криминалитета, признающие авторитет де Голля. Приветствовались инструкторы по боевым искусствам и экстрим-туристы. Спецподразделением «барбузов» командовал мастер восточных единоборств Джим Алчейк, известный дзюдоист и каратист, основатель французских школ айкидо и джиу-джитсу. В то же время, многие другие члены MPC проявили себя как «бешеные дилетанты», идеологически высоко мотивированные, но не имевшие оперативных навыков и склонные к необоснованному риску.
Большинство членов MPC-Talion были французами и франкоалжирцами. Заметную часть составляли арабские националисты-алжирцы (представители ФНО, с готовностью соглашаясь на сотрудничество, требовали однако прекратить переманивание своих бойцов в MPC). Боевики ФНО и MPC проходили совместное обучение и тренировки, использовали сходное оружие. Особое место занимали вьетнамцы, служившие во французской армии и ушедшие с французами после поражения в Индокитайской войне. Из этих профессионалов боевых искусств формировались ударные группы спецназа.
Военно-оперативная структура MPC сводилась в четыре региональных «округа». Командовали военные профессионалы Робер Лавье, Жан Дюбюкуа, Пьер Лесерф, Андре Лорен. Наряду с боевыми группами, была создана разветвлённая сеть осведомителей. Информационный центры базировались на алжирском городском базаре (координатор — мясник Лавье), в системе образования (координатор — Жак Деспинуа, он же полковник Фойе) и мечетях (координатор — алжирец шейх Закери). Из разных источников собиралась информация о подпольных структурах ОАС, которые затем ликвидировались. MPC выступало своего рода информационным посредником между ФНО и французской полицейской «Миссией C», во главе которой стоял «главный охотник на ОАС» — комиссар Мишель Хак. ОАС являлась общим противником, но открытое взаимодействие было нежелательно для обеих сторон.

### «Охота на ОАС»
В борьбе с ОАС боевики MPC-Talion взяли на себя силовые функции внеправового характера — в силу юридических ограничений невозможные для официальных инстанций. Члены MPC считали колониалистов и неофашистов врагами Франции, провоцирующими ненависть к французам. При этом они считали, что против такой организации, как ОАС, необходимо применять её же методы. Действовали «барбузы» с большой жестокостью. Сам Люсьен Биттерлен, лично сочувствовавший арабскому антиколониальному движению, признавал террористический характер MPC-Talion. Практиковались убийства, похищения, пытки для получения информации (допросы такого рода часто поручались вьетнамцам).
Массированные действия MPC против ОАС продолжались сравнительно недолго: с 13 ноября 1961 по 7 марта 1962 года. «Барбузы» провели серию удачных операций. Были убиты, захвачены, подвергнуты пыткам, переданы французской полиции десятки боевиков ОАС. Устраивались взрывы в барах и кафе, известных частыми посещениями ультраправых — чтобы создать представление о опасности их присутствия. В январе 1962 года по указанию МВД «барбузы» уничтожали подпольную радиостанцию ОАС. Несколько радиотехников были схвачены и после пыток убиты.
Сами «барбузы» тоже несли серьёзные потери. Взрывом посылки с бомбой был убит Джим Алчейк. Тяжело ранен Ив Ле Так — его безуспешно пытались добить в парижской клинике. Побывали под обстрелом Люсьен Биттерлен и Андре Гуле (первый получил лёгкое ранение, второй довольно серьёзное).
АнтиОАСовский контртеррор MPC характеризовался как «кровавый» и «анархический». Громкий скандал разразился в марте 1962 года: в Руибе (вилайет Алжир) был похищен , подвергнут жестоким пыткам, убит в Орлеанвиле и расчленён видный активист ОАС, инженер и полковник в отставке Камилл Петижан. Он оказался родственником влиятельного генерала Ги Мери. Пьер Лемаршан отрицал причастность «барбузов», намекая на «Миссию C», но сохранялись серьёзные подозрения. Премьер-министр Мишель Дебре потребовал от Жана Морена прекратить деятельность «барбузов». 7 марта 1962 боевики MPC были отозваны во Францию приказом министра Фрея.
Исход алжирского противостояния к тому времени был предрешён. 5 июля 1962 года была провозглашена независимость Алжира. Терроризм ОАС был подавлен, сама ОАС вскоре прекратила активность. Выступая перед парламентской комиссией в 1982 году, Люсьен Биттерлен доказывал, что борьбу против ОАС вела не SAC, а MPC (SAC действовала против коммунистов и прочих левых).

## Организационная эволюция
Деятельность MPC как французской политической организации продолжалась до середины 1960-х. Движение оставалось левым крылом голлизма, сотрудничало с правящей партией ЮНР. Деятели MPC критиковали «консерватизм ортодоксального голлизма», но эта критика никогда не касалась лично президента де Голля.
Отмечалось, что MPC прошло «период размышлений» о своих алжирских действиях. Афроазиатская проблематика по-прежнему занимала важное место в дискурсе MPC. На съезде в апреле 1964 говорилось, что марксизм-ленинизм предлагает Третьему миру различные модели: советскую, китайскую, кубинскую, югославскую — соответственно, альтернатива не может сводиться к американскому образу жизни, свой путь социального прогресса должна предложить Франция.
В 1964 MPC участвовало в создании левоцентристского объединения Фронт прогресса. Жак Доэр стал его генеральным секретарём.